# Biblioteche del Monmouthshire

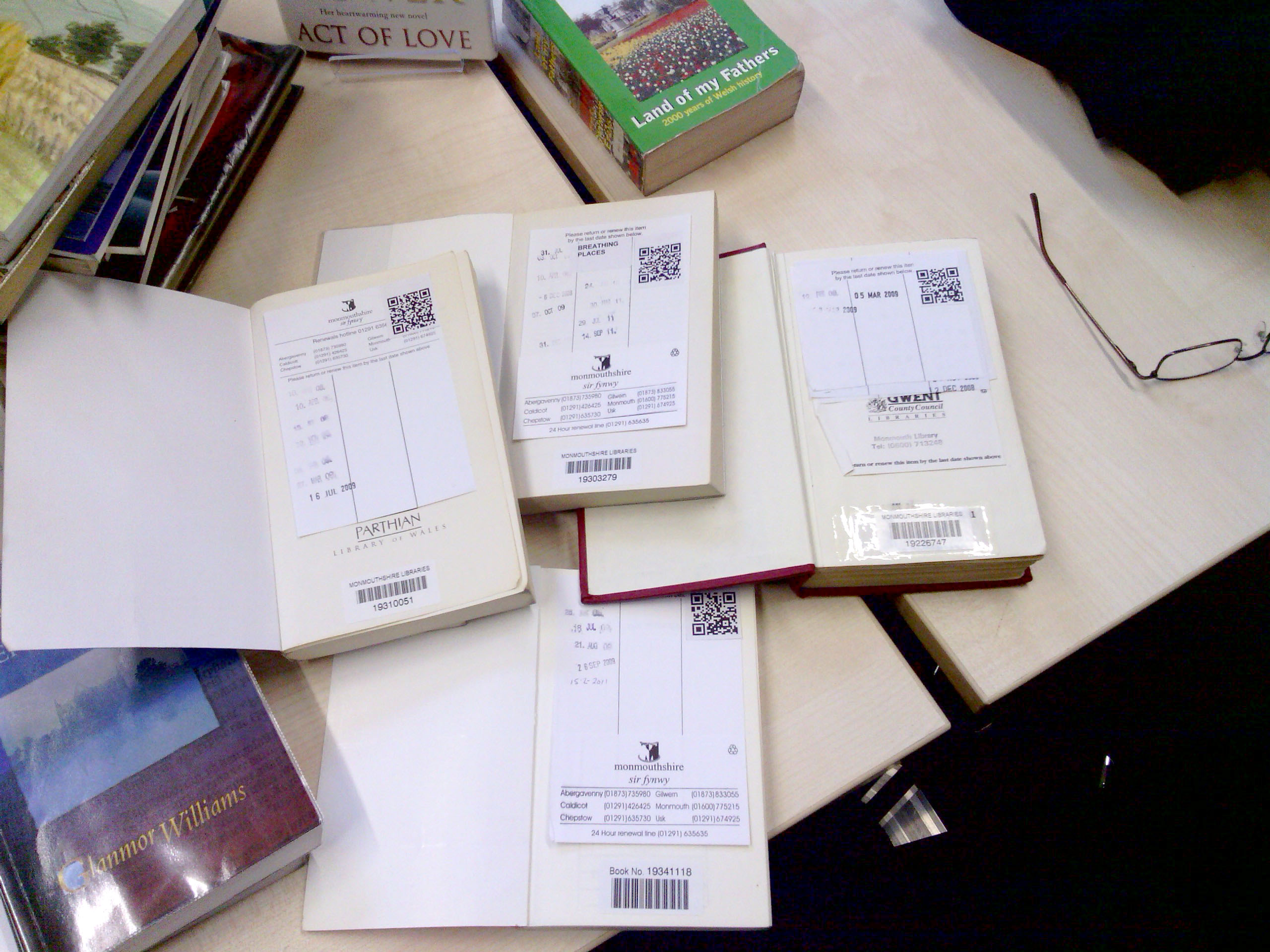
QRpedia nei libri della biblioteca

Le Biblioteche del Monmouthshire sono una collezione di sei biblioteche nel Monmouthshire, Galles di proprietà del Monmouthshire Council. Le biblioteche sono dislocate in Abergavenny, Gilwern, Monmouth, Usk, Caldicot e Chepstow.
Nel contesto del progetto MonmouthpediA, un'iniziativa per progettare la prima cittadina con centinaia di nessi a Wikipedia, la Biblioteca di Monmouth è diventata la prima biblioteca al mondo ad aggiungere i QRpedia ai propri libri. Gli utenti con cellulari intelligenti possono ora trovare immediatamente le voci di Wikipedia sul libro o sul suo autore. La priorità è stata data alla letteratura locale e ai titoli gallesi, ma recenti acquisizioni sul Giubileo di diamante di Elisabetta II del Regno Unito e sulle Olimpiadi sono state anch'esse codificate in QR.
Oltre alle sei biblioteche nel Monmouthshire, è disponibile un servizio di biblioteca mobile chiamato "Reaching Out".